# Dobór kierunkowy
Dobór kierunkowy (dobór skierowany, selekcja kierunkowa, dobór progresywny) – mechanizm ewolucji biologicznej. Polega na eliminowaniu osobników o jednej ze skrajnych wartości danej cechy. W wyniku tego, po kilku pokoleniach średnia wartość tej cechy populacji ulega przesunięciu (co można zaobserwować na rozkładzie Gaussa). Mechanizm może działać zarówno w przypadku doboru naturalnego jak i sztucznego

sytuacja wyjściowa...
...i po czasie, gdzie X to zmienność fenotypowa a Y to liczebność osobników przejawiających dany fenotyp

## Charakterystyka i przykłady
Taki dobór można stosować przy doskonaleniu pewnych cech organizmu (np. chcąc zwiększyć mleczność krów, do rozrodu przeznacza się tylko te o największej mleczności i buhaje, których siostry i córki wykazują się wysoką mlecznością; prowadzi to do zwiększenia mleczności całej populacji).
W warunkach naturalnych kierunek działania doboru kierunkowego może się zmieniać. Jako przykład można podać zięby z rodzaju Geospiza (używane do obserwacji przez Darwina). Zamieszkują wyspy Galapagos, gdzie w latach suchych w populacji przez naturę faworyzowane są ptaki duże, o dużych dziobach (ponieważ nasiona są wtedy większe i z twardą łupiną). W latach wilgotnych dobór zmienia kierunek i faworyzuje ptaki mniejsze, dla których wzrasta ilość łatwo dostępnego pokarmu.